# Hahnia lobata
Hahnia lobata är en spindelart som beskrevs av Robert Bosmans 1981. Hahnia lobata ingår i släktet Hahnia och familjen panflöjtsspindlar. Inga underarter finns listade i Catalogue of Life.